# Pargali Ibrahim Pasha

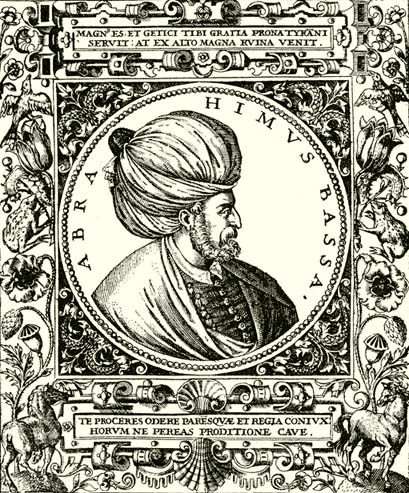
Ibrahim Pasha, 17e-eeuwse afbeelding

Pargali Ibrahim Pasha 'Ibrahim Pasha van Parga' (c. 1495 - Istanbul, 5 maart 1536) was de eerste grootvizier van het Ottomaanse Rijk die door sultan Süleyman I benoemd werd.
Hij stond ook bekend onder enkele andere namen, namelijk Frenk Ibrahim Pasha ("de Westerling", Makbul Ibrahim Pasha ("de favoriet van de sultan") en na zijn executie in het Topkapıpaleis als Maktul Ibrahim Pasha ("de vermoorde").
- Bibliothèque nationale de France: cb16297477k (data)
- Gemeinsame Normdatei: 1035676397
- International Standard Name Identifier: 0000 0000 3714 5845
- Library of Congress Control Number: n88254189
- Nationale Bibliotheek van Israël: 987007451626905171
- TDVİA: ibrahim-pasa-makbul
- Virtual International Authority File: 1576564
- WorldCat: E39PBJqk9DkqvTMVppHVcxkdQq